# Nicolae Vlahu
Nicolae Vlahu (n. 24 septembrie 1989, Constanța, România) este un politician român, ales în 2024 senator din partea partidului Alianța pentru Unirea Românilor (AUR).

## Biografie
Nicolae Vlahu s-a născut pe 24 septembrie 1989, la Constanța, municipiu din județul Constanța, în Republica Socialistă România, cu trei luni înainte de Revoluția Română. Este avocat de profesie și a condus mai multe companii, printre care și VLH GROUP SRL.

## Carieră politică
Vlahu s-a alăturat partidului AUR în 2023, iar la alegerile locale din 9 iunie 2024 a fost ales consilier județean. În aceeași zi, a candidat fără succes și la alegerile pentru Parlamentul European în România.

### Senator (2024–prezent)

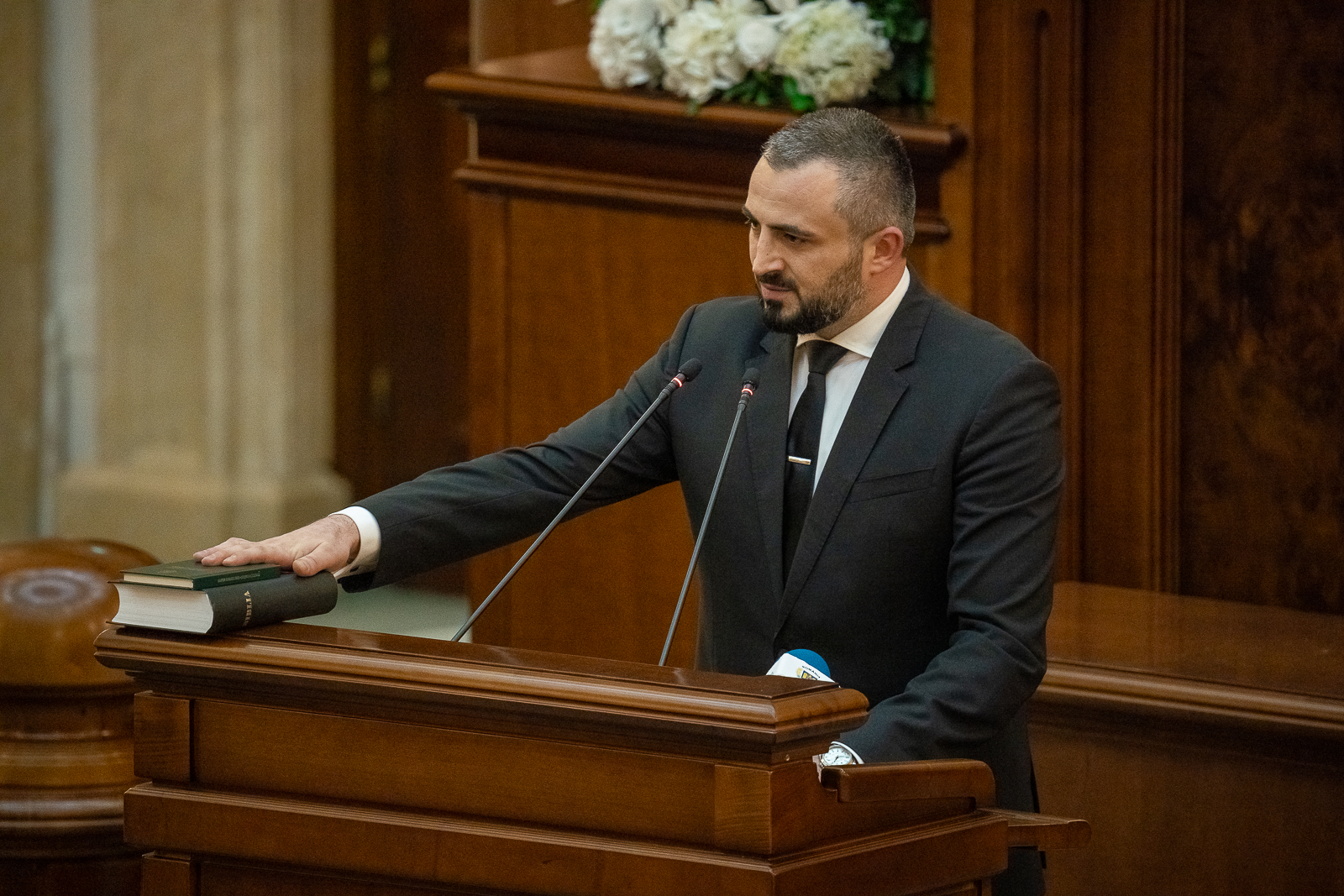
Vlahu depunând jurământul în Senat, 21 decembrie 2024

În urma alegerilor parlamentare din 2024 pe 1 decembrie, Vlahu a fost ales membru al Senatului României de în circumscripția Constanța, preluând mandatul pe 21 decembrie. Ca senator este vicelider al grupul parlamentar AUR, precum și este membru al grupurilor parlamentare de prietenie pentru Guatemala (vicepreședinte), Islanda, Albania și Croația. Libertatea l-a numit în mai 2025 printre cei mai mari trei donatori individuali ai partidului AUR.